# Marian Mokwa

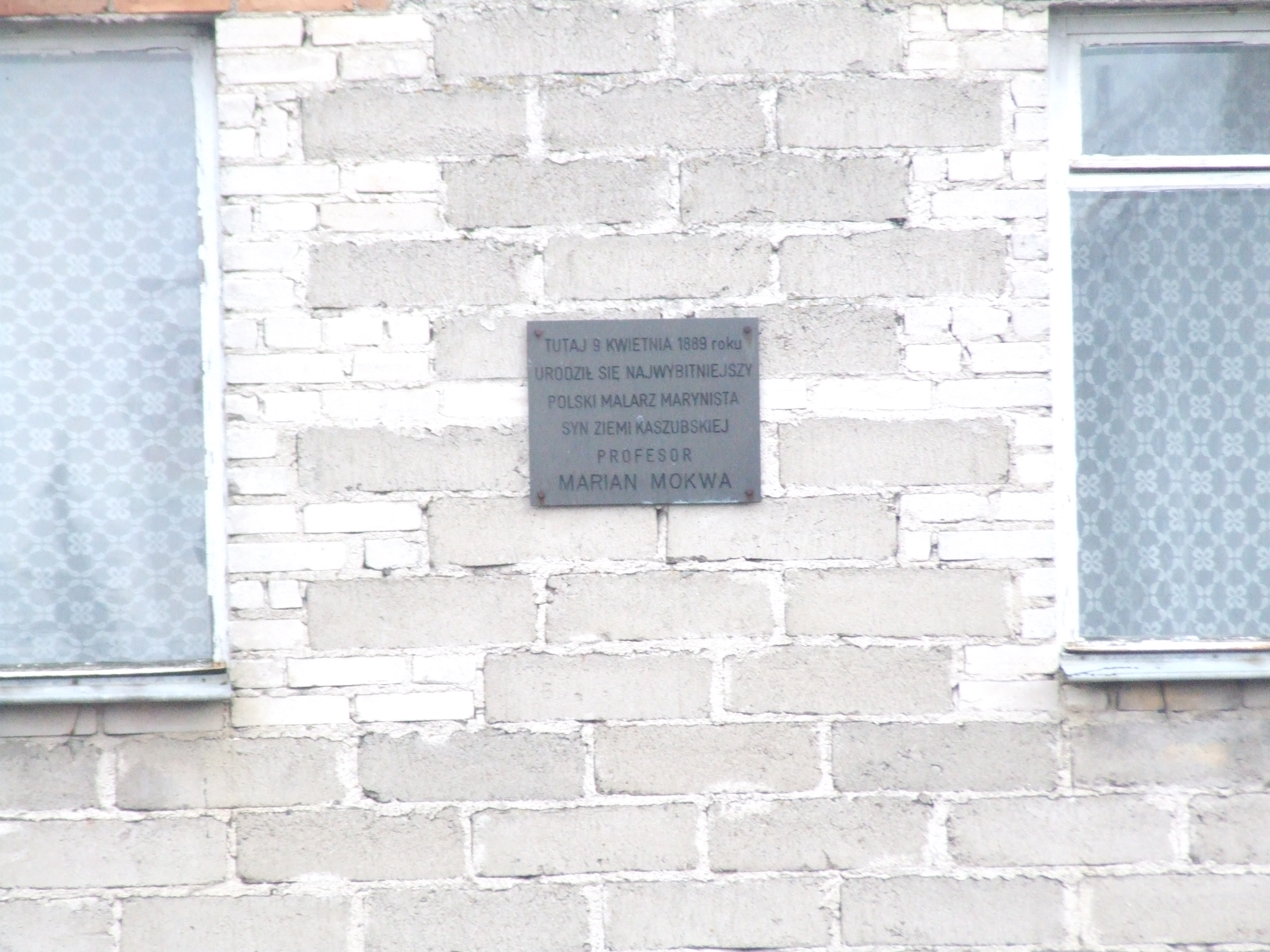
Miejsce urodzenia M. Mokwy

Marian Mokwa (ur. 9 kwietnia 1889 w Malarach, zm. 15 czerwca 1987 w Sopocie) – polski malarz, podróżnik i działacz społeczny.

## Życiorys
Marian Mokwa urodził się w Malarach, miejscowości leżącej obecnie w granicach Borska (gmina Karsin, pow. kościerski) w zamożnej rodzinie chłopskiej, jako syn Franciszka i Pauliny z Kuczkowskich. Miał 3 braci i 2 siostry. Kształcił się w Collegium Marianum w Pelplinie (1901–1903) i gimnazjum starogardzkim (1903–1906). Podczas nauki w Starogardzie działał w tajnej organizacji filomackiej. W roku 1906 wstąpił na Akademię Sztuk Pięknych w Norymberdze, następnie po jednym semestrze przeniósł się do Akademii Monachijskiej, a po roku do Berlina, gdzie w latach 1908–1909 uczęszczał do pracowni W. Schtivera i A. Vogla. W tym okresie malował głównie akwarele. W okresie międzywojennym był jednym z członków jury przyznającego Bursztynowe drzewo, kaszubską nagrodę za zasługi wobec kultury. 11 lipca 1922 w kościele Najświętszej Maryi Panny Gwiazdy Morza w Sopocie ożenił się ze Stefanią Łukowicz.
Jest patronem XIX Liceum Ogólnokształcącego w Gdańsku. W roku 1979 został Honorowym Obywatelem Sopotu.

## Twórczość
Należy do najpopularniejszych artystów na Wybrzeżu. Tworzył przez ponad 80 lat, malując w tym czasie ok. 9 tysięcy obrazów olejnych i akwareli oraz tysiące rysunków. Jego nazwisko kojarzy się nieodzownie z marynistyką, choć w jego dorobku znalazły się pejzaże orientalne, kaszubskie i tatrzańskie, weduty, kwiaty, portrety i batalistyka.
Był inicjatorem powstania narodowej Galerii Morskiej w Gdyni. Swoją ideę zrealizował w 1934 roku, budując dla niej gmach przy ul. 3 Maja 28. Tu znalazło się miejsce dla kilkudziesięciu obrazów polskich marynistów, w tym dla dorobku Mariana Mokwy (m.in. 44 płótna w cyklu historycznym „Apoteoza Polski Morskiej”). W intencji twórcy galeria miała się stać centrum sztuki: salą koncertową, teatralną, a także kinową. Taką rolę w istocie pełniła przez pięć lat, promieniując sławą na cały kraj. Niemcy w 1939 roku spalili wszystkie obrazy wiszące w galerii. Po wojnie komunistyczne władze uznały Mariana Mokwę za kapitalistę i odebrały mu galerię, którą zdążył wyremontować i przygotować do nowych wystaw. Budynek przeszedł na własność państwa.
Od 1918 roku, z wyjątkiem okresu II wojny światowej, był mieszkańcem Sopotu. Pochowany na cmentarzu katolickim w Sopocie (kwatera C1-20-3).

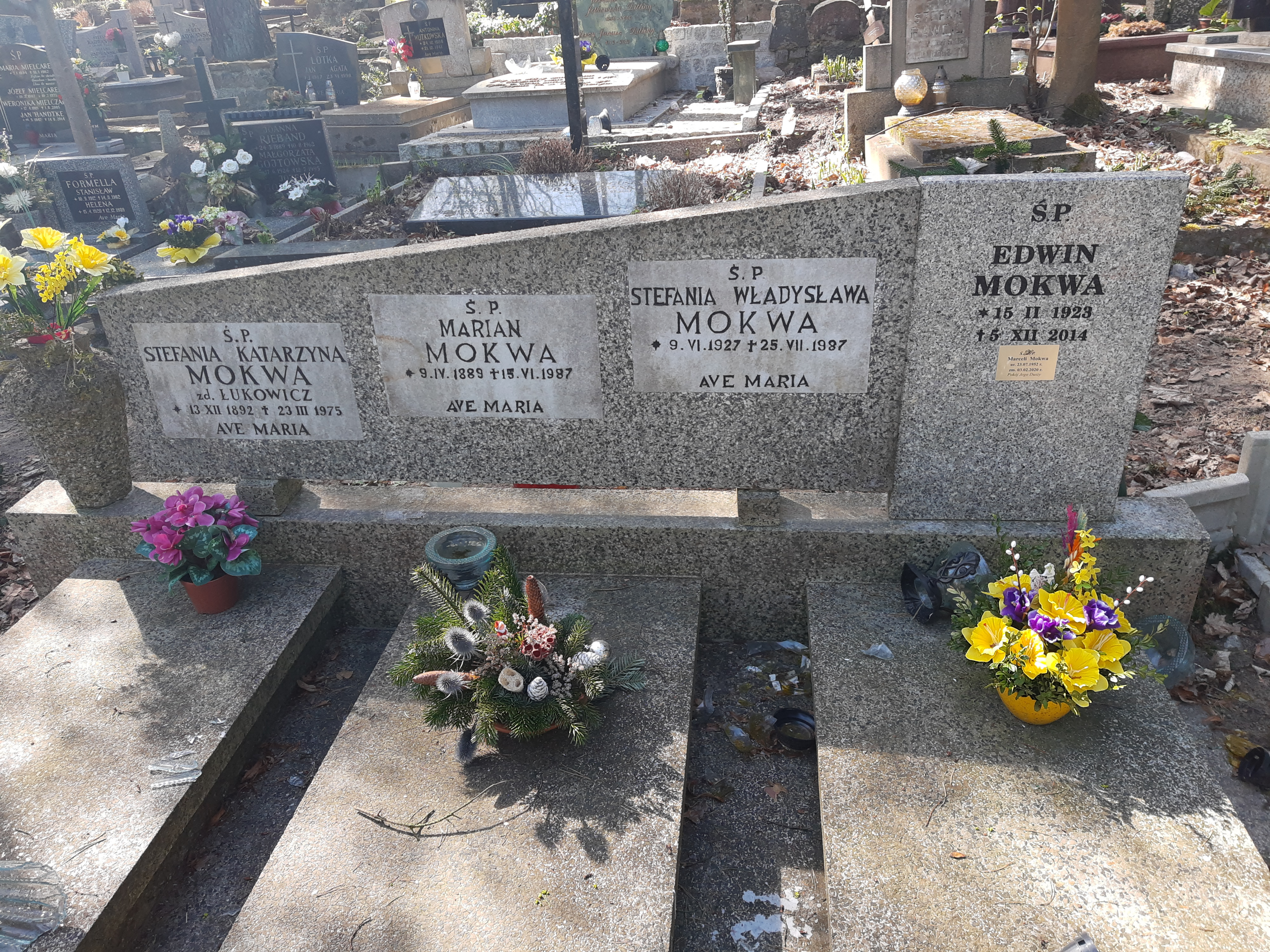
Grób Mariana i Stefanii Mokwów na cmentarzu katolickim w Sopocie